# Конституция Эритреи
Конститу́ция Эритре́и — основной закон Эритреи, определяющий её государственное устройство. Конституция страны была принята Национальной Ассамблеей в 1997 году, однако до сих пор не вступила в силу.

## История
В марте 1994 года Временное правительство Эритреи создало Конституционную комиссию. Подготовленная ею конституция была принята в 1997 году, на год позже запланированного срока. Несмотря на то, что конституция была ратифицирована, она ещё не работает в полном объёме, общие выборы не были проведены, хотя закон о выборах был ратифицирован в 2002 году.

## Ветви власти
Конституция Эритреи предусматривает деление на законодательную, исполнительную и судебную ветви власти. Согласно конституции страны 150-местное однопалатное законодательное собрание, Национальная ассамблея определяет внутреннюю и внешнюю политику, утверждает государственный бюджет и избирает президента страны. Однако заседания Национальной ассамблеи не проводились с 2002 года, а большинство парламентариев либо находятся в тюремном заключении, либо покинули страну. Как законодательную, так и исполнительную функции в настоящее время осуществляет президент Эритреи Исайяс Афеворки.